# 绵果芹属
绵果芹属（学名：Cachrys）是伞形科下的一个属，为多年生草本植物。该属共有20余种，主要分布在欧洲地中海东部地区。